# 熱羅尼莫二世
熱羅尼莫二世（Ieronymos II，希臘文：Ιερώνυμος B’，1938年3月30日出生）是現任雅典主教長，希臘教會的領導人。他於2008年當選雅典主教長。

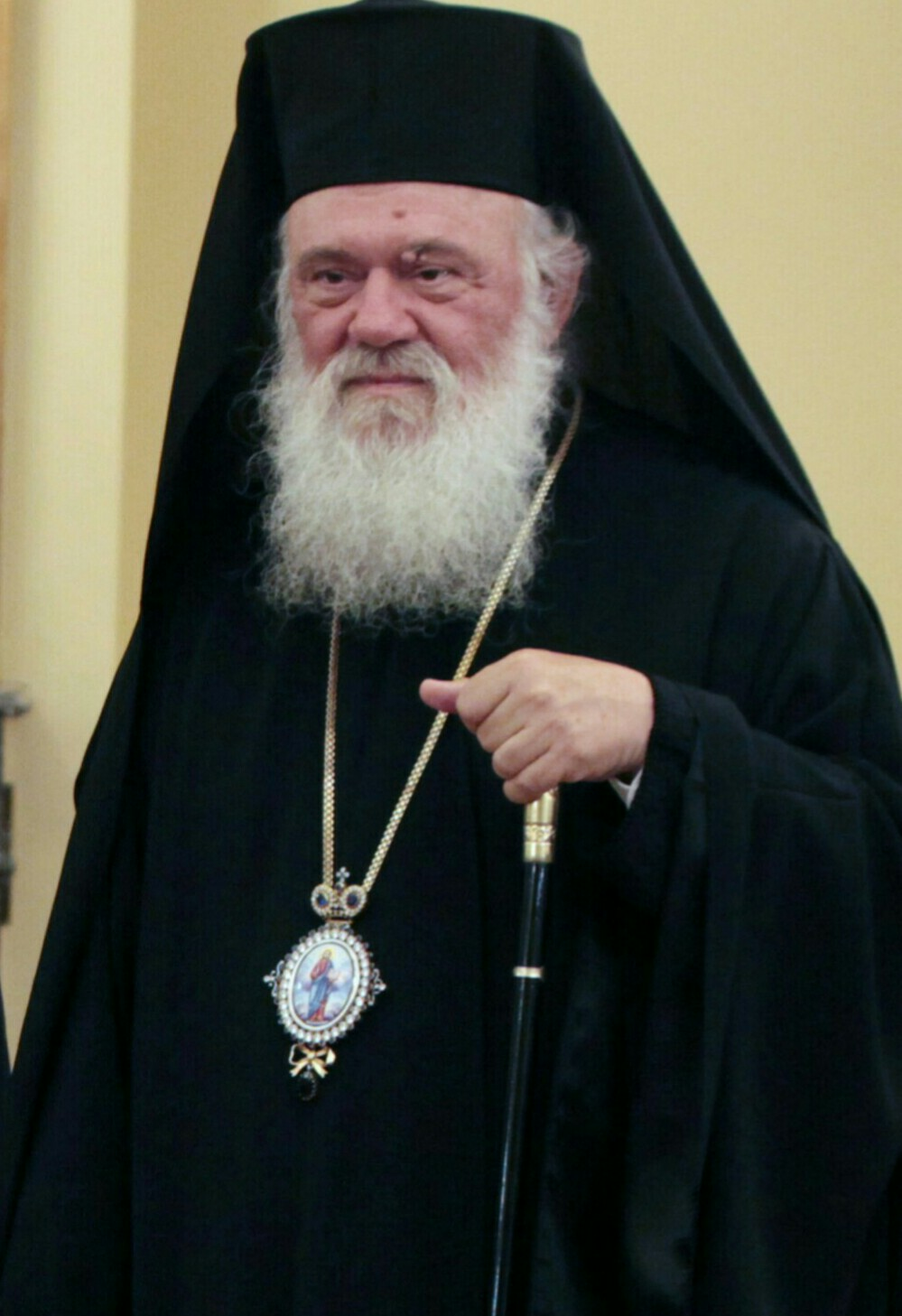
熱羅尼莫二世

熱羅尼莫二世本名愛奧尼斯·里亞皮斯（Ioannis Liapis），出生於维奥蒂亚专区塔那格拉。他於雅典大學鑽研神學，畢業後前往奧地利、德國，於格拉茨大學、雷根斯堡大學與慕尼黑大學皆擁有學位。1981年起，就任底比斯與利瓦迪亞主教。2008年雅典主教長克里斯托多羅斯去世，里亞皮斯於2月7日當選為繼任主教長，教名熱羅尼莫二世。
2016年，熱羅尼莫二世與教宗方濟各、君士坦丁堡牧首巴爾多祿茂訪問摩里亞難民營。2024年熱羅尼莫二世對希臘同性婚姻合法化作出批評。